# Aleurocanthus t-signatus
Aleurocanthus t-signatus es un hemíptero de la familia Aleyrodidae, con una subfamilia: Aleyrodinae. Fue descrita científicamente en 1965 por Mound.